# ستيف مكنيفين
ستيف مكنيفين (بالإنجليزية: Steve McNiven)‏ هو فنان قصص مصورة كندي. عمل على عدة كتب مثل ألتيميت سيكريت، نيو أفنجرز وسيفيل وور.

## من أعماله
- المدافعون
- ديدبول
- الرجل الأخضر
- المنتقمون

## وصلات خارجية
- الموقع الرسمي